# Afromevesia leucophthalmus
Afromevesia leucophthalmus är en stekelart som först beskrevs av Carl Peter Thunberg 1822.  Afromevesia leucophthalmus ingår i släktet Afromevesia och familjen brokparasitsteklar. Inga underarter finns listade i Catalogue of Life.